# Jean Vacelet
Aquest autor és citat en taxonomia animal amb el nom «Vacelet».
Jean Vacelet (Marsella, 1935) és un biòleg marí francès especialitzat en la fauna submarina de la Mediterrània.
Va obtenir la seva llicenciatura a la Facultat de Ciències de Marsella el 1954 i després va aprendre a bussejar. Va obtenir un doctorat el 1958 i va llegir la seva tesi doctoral, dirigida pel professor Claude Lévi, el 1964. Vacelet es va especialitzar en l'estudi de les esponges a l'estació marítima d’Endoume on va continuar treballant sempre, durant tota la seva carrera i posteriorment com a professor emèrit. La seva investigació ha inclòs tots els aspectes de les esponges: taxonomia, hàbitat, biologia, anatomia, les seves associacions bacterianes i el seu lloc en l'evolució dels organismes pluricel·lulars. A més de la Mediterrània, Vacelet ha estudiat també les esponges de l’oceà Índic i del Pacífic. Les seves exploracions de grutes submarines, junt amb altres zoòlegs, van revelar l'existència d'esponges que daten de períodes geològics molt antics i la inesperada existència d'esponges carnívores. Sorprenentment, grutes no gaire profundes reproduïen, d'alguna manera, les condicions i imitaven la vida pròpia de profunditats molt més grans.
Vacelet, juntament amb altres col·legues, ha escrit obres definitives sobre les esponges, a més de nombrosos treballs específics sobre esponges carnívores. Junt amb altres col·legues, és responsable de la base de dades mundial de Porifera, a la qual s'accedeix a través del registre mundial d’espècies marines.

## Premis i reconeixements
- Médaille Prince Albert 1er de Monaco(Prix Mansley-Bendall), 1991.
- Prix Savigny (Académie des Sciences de Paris), 1994.
- Prix des Sciences de la Mer, Académie des Sciences. 2001

## Obres
Algunes de les seves obres són:
- Vacelet, J.; Duport, E. «Prey capture and digestion in the carnivorous sponge Asbestopluma hypogea (Porifera: Demospongiae)» (en anglès). Zoomorphology, 123, 4, 2004, pàg. 179–190. DOI: 10.1007/s00435-004-0100-0. ISSN: 0720-213X.

- Gazave, E.; Lapébie, P.; Ereskovsky, A.V.; Vacelet, J. No longer Demospongiae: Homoscleromorpha formal nomination as a fourth class of Porifera (en anglès).  Springer Netherlands, 2011, p. 3–10. DOI 10.1007/978-94-007-4688-6_2. ISBN 978-94-007-4687-9 [Consulta: 26 setembre 2020].

- Boury-Esnault, N.; Efremova, S.; Bézac, C.; Vacelet, J. «Reproduction of a hexactinellid sponge: first description of gastrulation by cellular delamination in the Porifera» (en anglès). Invertebrate Reproduction & Development, 35, 3, 1999, pàg. 187–201. DOI: 10.1080/07924259.1999.9652385. ISSN: 0792-4259.

- Chombard, C.; Boury-Esnault, N.; Tillier, A.; Vacelet, J. «Polyphyly of "Sclerosponges" (Porifera, Demospongiae) Supported by 28S Ribosomal Sequences» (en anglès). The Biological Bulletin, 193, 3, 1997, pàg. 359–367. DOI: 10.2307/1542938. ISSN: 0006-3185. JSTOR: 1542938. PMID: 9457769.

- Vacelet, J.; Duport, E. «Prey capture and digestion in the carnivorous sponge Asbestopluma hypogea (Porifera: Demospongiae)» (en anglès). Zoomorphology, 123, 4, 2004, pàg. 179–190. DOI: 10.1007/s00435-004-0100-0. ISSN: 0720-213X.

- Vacelet, J.; Boury-Esnault, N. «A new species of carnivorous sponge (Demospongiae: Cladorhizidae) from a Mediterranean cave». Bulletin de l'Institut Royal des Sciences Naturelles de Belgique, 66 suppl., 1996, pàg. 109–115.

- Dupont, S.; Corre, E.; Li, Y.; Vacelet, J.; Bourguet-Kondracki, M.-L. «First insights into the microbiome of a carnivorous sponge» (en anglès). FEMS Microbiology Ecology, 86, 3, 2013, pàg. 520–531. DOI: 10.1111/1574-6941.12178. PMID: 23845054.

- Vacelet, J; Fiala-Médioni, A; Fisher, Cr; Boury-Esnault, N «Symbiosis between methane-oxidizing bacteria and a deep-sea carnivorous cladorhizid sponge» (en anglès). Marine Ecology Progress Series, 145, 1996, pàg. 77–85. Bibcode: 1996MEPS..145...77V. DOI: 10.3354/meps145077. ISSN: 0171-8630.